# نيكيتسا جابريتش
نيكيتسا جابريتش هو طبيب وسياسي كرواتي، ولد في 1961 في ميتكوفيتش في كرواتيا.